# Символіка росіян
Символіка росіян — це сукупність національної символіки росіян, що становить основу національної ідентифікації росіян і їх етнографічного розмежування від інших народів. Тобто це символи, які є образно символічною основою національного самовизначення росіян як окремого етносу.

## Народний одяг

### Кокошник
Кокошник — це традиційний жіночий головний убір в Росії, шапочка з високим оздобленим щитком над чолом. Переважно був святковим убором, який носили одружені жінки. 
Кокошник походить від головних уборів фіно-угорських народів, має фіно-угорську назву панго (гриб). Панго в фіно-угрів, як і в росіян, головний убір саме дружин, тобто прослідковується повна образно-функціональна запозиченість. Кокошник панго є традиційним жіночим головним убором таких народів, як мордва, марійці, карели та інших.

### Косоворотка
Косоворотка — це сорочка з косим коміром, тобто з розрізом збоку, а не посередині, як у звичайних сорочок.
Косоворотка є традиційним вбранням фіно-угорських народів, археологічні знахідки залишків сорочок у чоловічих похованнях Владимиро-Суздальського князівства і Новгородської землі свідчать про те, що сорочки з косим коміром існували ще в кінці XI — середині XII століть, тобто в період початку формування російської народності.

### Зипун

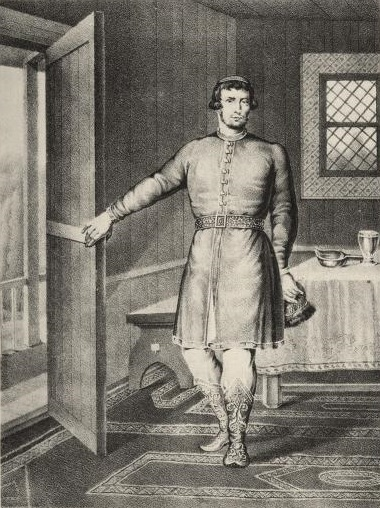
Чоловік у зіпуні, на голові його таф'я, а в руці шапка. XVII століття

Зипун (рос. зіпун) є старовинним російським верхнім одягом, широко використовувався російськими селянами. Являє собою каптан (кафтан) без коміра, зшитий з грубого доморобного сукна яскравих кольорів зі швами, оздобленими контрастними шнурами.
По суті, зипун — це традиційний тюркський кафтан без коміра. Зипун має другу назву «напівкафтан», обидва слова і зипун і кафтан мають явне тюркське походження.

### Сарафан
Сарафан — це традиційний чоловічий, згодом жіночий одяг народів Росії. Російські сарафани складалися з багатьох елементів, тому були дуже важкими, особливо святкові. Косоклинні сарафани шили з «волосини» — шерсті вівці, зітканої та забарвленої у чорний колір відваром із вільхи та дуба.  Розрізнялися святкові та «буденні» сарафани. Святкові щодня декорувалися по подолу «читаном» («гайтаном», «гайтанчиком») — тонкою, в 1 см, тасьмою домашньої роботи з червоної вовни.
Первісно словом «сарафан» називали не жіночий одяг, а один з видів чоловічого каптана — у цьому значенні відомий у письмових пам'ятках з XVI ст. Назва походить через тюрк. särapa (i) від перс. سراپا, serāрā («почесний одяг»).

### Лапті
Лапті є взуттям, що плетене з кори дерев, таке взуття було поширене свого часу в північній і східній Європі. Лапті спочатку використовували балтійські й фіно-угорські народи Російської імперії. Згодом лапті використовували росіяни і білоруси, та інші.

### Шапка-вушанка

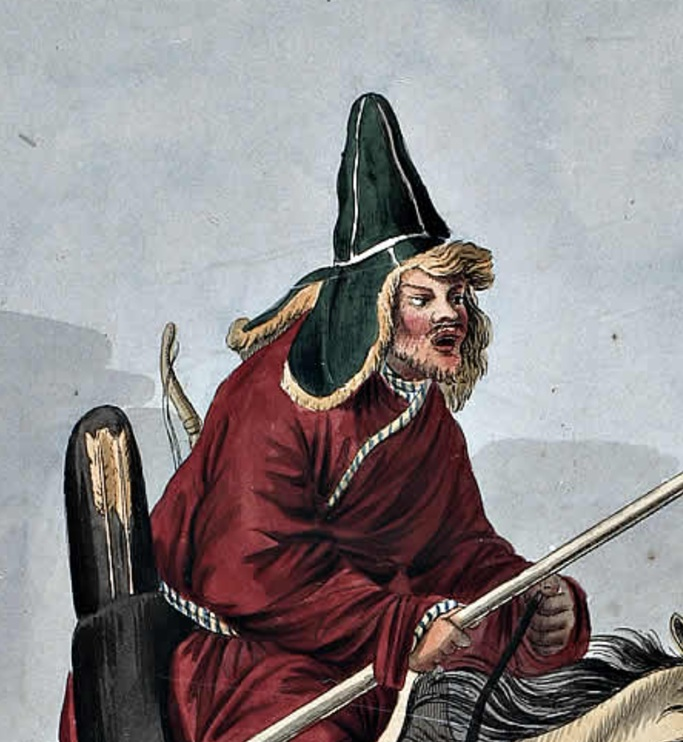
Киргиз в малахай (шапці-вушанці). Фрагмент малюнка початку 19 століття

Шапка-вушанка — це зимова хутряна, суконна або комбінована шапка (спочатку — чоловіча), поширений головний убір в Росії та в країнах пострадянського простору. Вушанка отримала свою назву через наявність невідкладних навушників — «вух», в піднятому вигляді пов'язаних на маківці або на потилиці тасьмою.
Шапка-вушанка походить від традиційної шапки корінних народів Сибіру малахай. На думку вчених, шапки малахай масово потрапили в Московське князівство під час  монгольської навали на Русь і Суздальщину. Саме в шапках малахай монголи окупували Київську Русь в 1240-х роках. Вона складала невід'ємний атрибут військової форми кожного монгольського воїна. Після монгольської навали шапки-ушанки були запозичені поневоленими народами.

### Валянки
Валянки — це теплі повстяні чоботи зі зваляної (тобто виготовленої валянням) овечої (зазвичай) вовни; частіше робляться твердими, але бувають і м'якими, — тоді вдягаються під інше взуття. Валянки є традиційним взуттям тюркських народів Сибіру під назвою «піми».
Піми були розповсюджені в тюркських народів Сибіру — алтайці, шорці, сибірські татари та ін. — щонайменше з 6 століття нашої ери. Валянки (як і шапка-вушанка) складали невід'ємний атрибут військової форми кожного монгольського воїна, підчас окупації монголами Київської Русі 1240-х роках. Після монгольського нашестя піми (валянки) були запозичені росіянами (московитами) у монголо-татар.

## Житло та господарські будівлі

### Ізба
Ізба — це дерев'яний зрубний (зроблений з колод) житловий будинок у сільській лісистій місцевості на території розселення східних слов'ян та фінно-угрів. Рублені будинки поширені в багатьох країнах, багатих лісом.
Слово «ізба» походить від «істба», що в перекладі з давньослов'янської мови означає будинок або лазня. Будинки типу ізба розповсюдилися в середньовіччя в фіно-угорських і слов'янських народів північного-сходу Європи.

### Кліть
Кліть (рос. клеть) є приміщенням або кімнатою в будівлі, а також окремою спорудою господарського призначення. У звичайному російському житлі кліттю називається, як правило, неопалювальне приміщення (зруб), що примикає через сіні до хати. Зустрічається ж кліть — це основна складова майже будь-якої будівлі, побудованої в стилі російської дерев'яної архітектури. Кліть використовувалася як приміщення для зберігання майна (комірка, комора) і як літнє житло, спальня. В даний час за словом «кліть» закріпилося значення виняткового господарського (кліть, підсобка) технічного призначення (сходова клітка, шахтна кліть). Кліті в середньовіччі розповсюдилися на території росіян, фінно-угорських та скандинавських народів.

## Геральдика

### Двоголовий орел
Двоголовий орел — фантастичний птах, гербова фігура в геральдиці. Зображається у вигляді орла, який має дві голови. Використовується в декоративному мистецтві та геральдиці. 
Двоголовий орел є універсальним символом, який, починаючи з Середньовіччя, використовують багато держав; він є одним з найрозповсюдженіших геральдичних символів світу. Вперше двоголовий орел фіксується як символ Бактрійської держави, яка існувала в 2-3 тисячолітті до нашої ери, на території таких сучасних держав як Афганістан, Таджикистан, Узбекистан, й малої частини Туркменістану. Існує дві версії, як символ «двоголовий орел» потрапив до Росії. За першою версією, він спочатку потрапив до Хетського царства, став його символом, а згодом, коли на місці Хетського царства постала Візантія, вона обрала собі цей герб, а вже після цього в 15 столітті символ двоголового орла потрапив у Московське царство За другою версією, символ потрапив з Бактрії до Середньої Азії, звідки до Золотої Орди, а вже в 14-15 століттях потрапив до Московського царства. Цієї версії, зокрема, дотримуються дослідники з Татарстану, наприклад, відомий в Татарстані дослідник, кандидат філософських наук Рафаель Хакімов.

## Народні музичні інструменти

### Балалайка

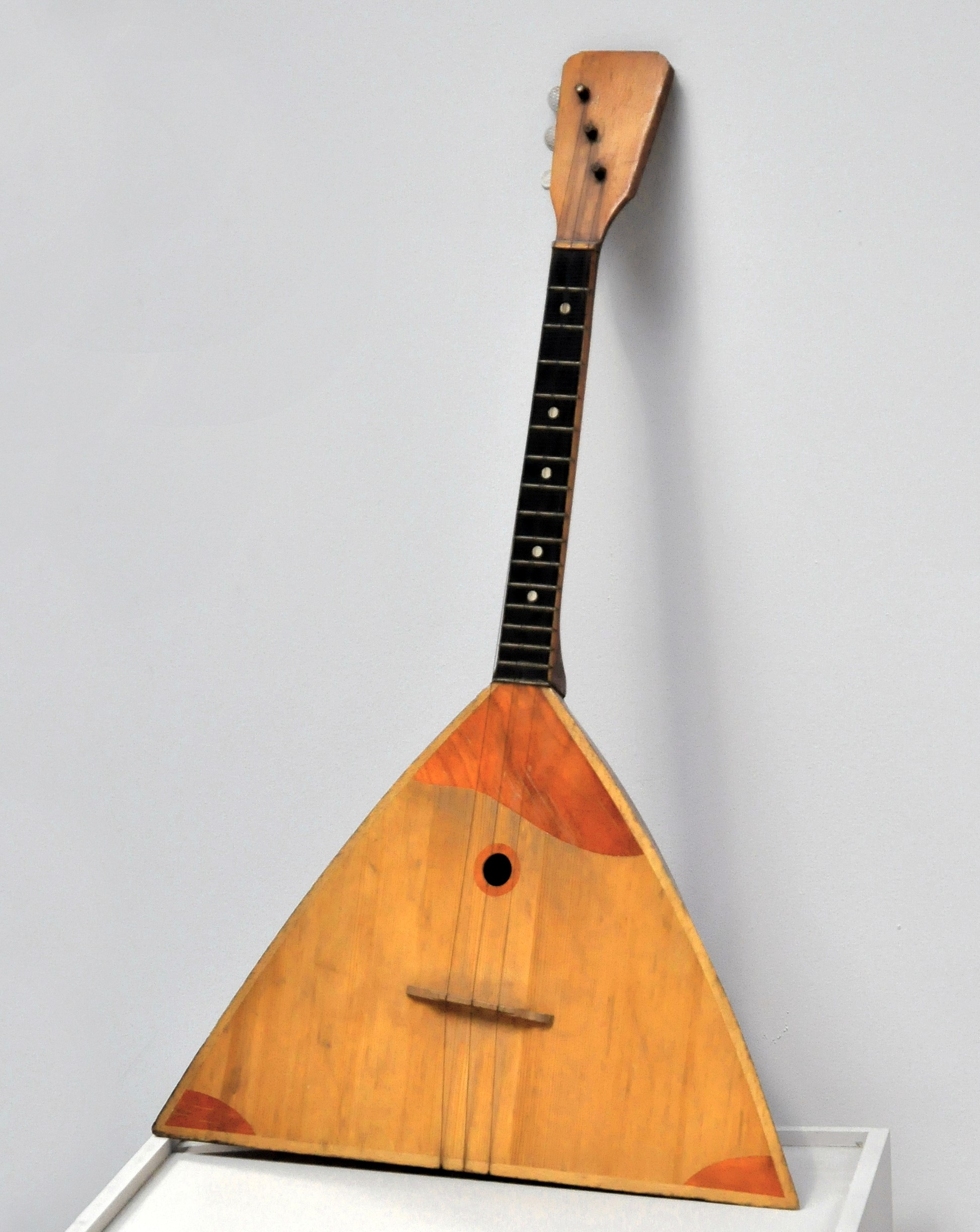
Балалайка

Балалайка (балабайка) — це струнно-щипковий музичний інструмент, що походить, ймовірно, від старовинної домри. Характерними прийомами звуковидобування є брязкання і тремоло — удари вказівним пальцем по всіх струнах одночасно.
Походження балалайки є дискусійним. Одні дослідники вважають, що балалайка — тамбуроподібний інструмент, який був поширений серед скоморохів ще за часів Київської Русі, інші думають, що вона походить від народного інструменту киргиз-кайсаків — домбри. Є ще одна версія, згідно з нею балалайка була придумана під час татарського панування, або, принаймні, запозичена від татар. В будь-якому випадку, походження і приналежність інструменту до Росії є спірним.

### Гуслі
Гуслі — це струнний щипковий музичний інструмент, що у загальному вигляді являє собою резонаторний корпус з натягнутими над ним 5—20 струнами, що утворюють діатонічний звукоряд.  Належать до сімейства цитр, гуслі з ігровим вікном — до лір.
Гуслі — це традиційний музичний інструмент угро-фінських і балтійських народів. Ще до розселення слов'ян у другій половині I тисячоліття, фінські та балтійські народи, що населяли Північний Захід майбутньої Росії, використовували кантелевидні гуслі, на основі яких, утворився російський традиційний тип крилоподібних гуслів. Хоча гуслі згодом розповсюдилися і на територію Київської Русі, їх батьківщиною вважаються землі Суздальщини і Новгородської землі. Історія появи ліроподібних гуслів на території Росії є спірною, оскільки існує наукова проблематика трактування середньовічних джерел і розмежування ліроподібних гуслів і лір. 

### Гармонь
Гармонь — це духовий язичковий клавішно-пневматичний музичний інструмент з міхом і двома кнопковими клавіатурами. Ліва клавіатура для акомпанементу: при натисканні однієї кнопки звучить бас або цілий акорд. На правій клавіатурі грає мелодія.
За принципом звучання гармонь була винайдена чехом Франтишеком Киршником в 1780-х роках. Він багато подорожував світом перед тим, як на основі зібраного досвіду виготовити першу гармоніку (гармонь). Але винахід Киршека конструктивно нагадував піаніно.
А в сучасному вигляді ручного інструмента гармонь була вперше виготовлена в Берліні у 1822 році Людвигом Бушманом. У 1829 р. віденський майстер К. Деміан удосконалив конструкцію Бушмана, створивши інструмент з двома частинами корпусу, з'єднаними одним міхом: спочатку з однією клавіатурою, а потім — з двома, по п'ять клавіш на кожній. На правій клавіатурі виконувалась мелодія, а на лівій видобувались акорди для акомпанементу, від чого інструмент було названо акордеоном. Автор швидко запатентував інструмент і налагодив його виробництво в багатьох країнах Європи. У 1830 р. тульський зброяр І. Сизов, вивчивши німецький зразок, почав виготовляти свої гармоніки, і згодом їх виробництво перекинулось в інші міста Росії.

## Орнамент

### Гжель

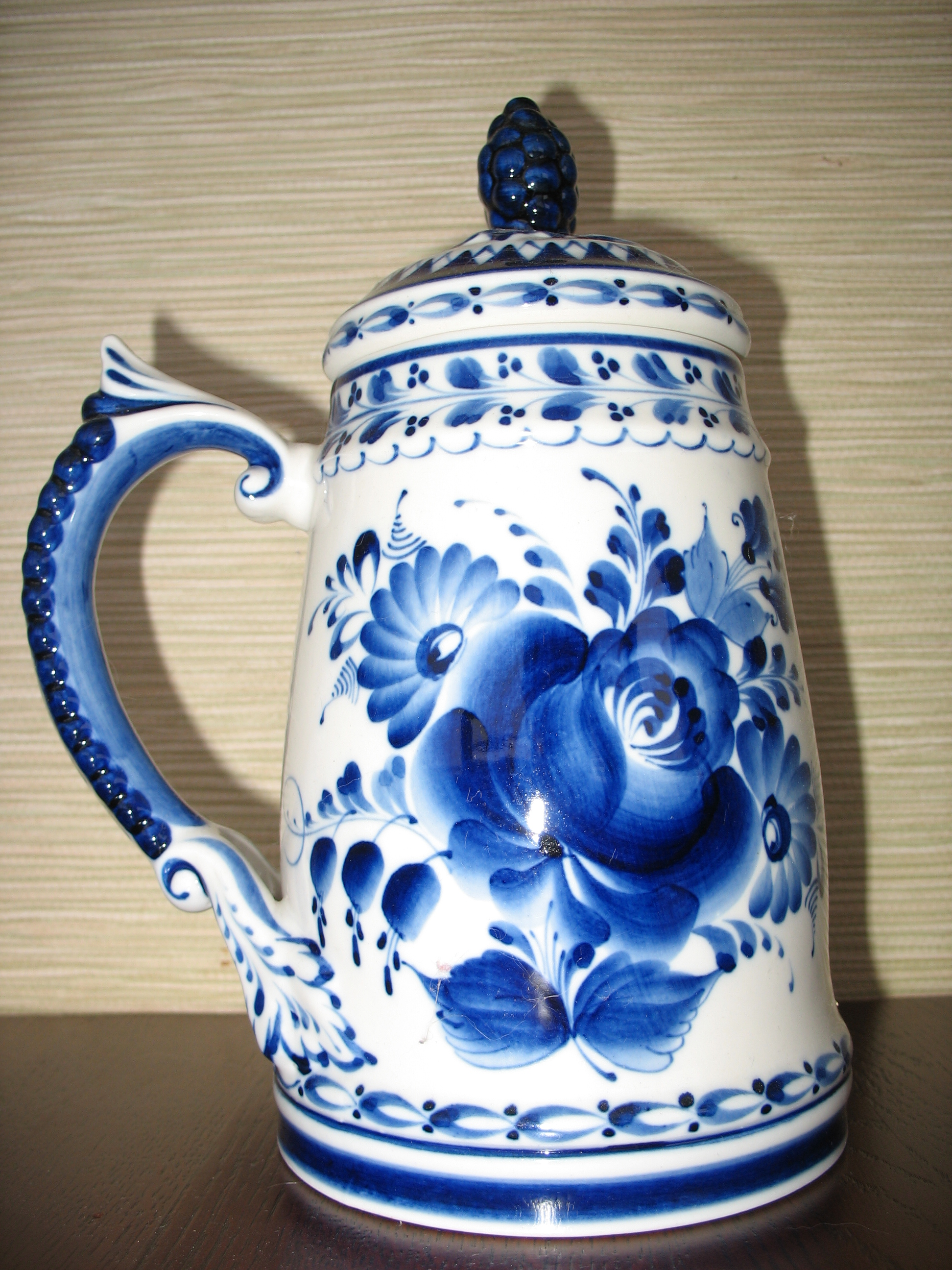
Коновка з гжельським розписом

Гжель — це народний промисел, вид розпису в характерній блакитно-синій гамі, а також один з центрів виробництва кераміки. З історичного і культурного погляду «Гжель» — обширний район (у XIX ст. — «фабричний округ») у Підмосков'ї, що складається з 27 сіл, об'єднаних у «Гжельський кущ», який отримав назву за селом Гжель. Село Гжель здавна славилось своїми глинами. Широкий видобуток різних сортів глини вівся тут з середини XVII століття. 
Слово гжель має балтійське походження, імовірно слово від балтійського gud(i)-el-, що, наприклад, в давньопруській мові означало «кущ».

## Національні страви

### Щі
Щі або шті є першою заправною стравою, це рідка страва з шаткованої капусти та інших овочів, основна класична російська національна перша страва.
Щі разом із кашею символізували традиційну російську трапезу. Існувало безліч рецептів приготування щів: кислі, скоромні, щі з крупою і без крупи, ліниві щі тощо. На півночі та особливо Приураллі були поширені «товсті щі» з ячної крупи з борошняною заправкою.
Повніші за складом щі називалися — «багаті», інші — «порожні», тому що їх часом варили з однієї капусти та цибулі.
Слово з'явилося в російській мові на початку XVI ст. Первісна форма — «шті». Походить від давньоруського і старослов'янського слова «cъtи» і означало «поживний напій, рідка страва, юшка, вариво, суп, заправлений капустою, щавлем та іншою зеленню». Деякі дослідники зближують «щі» зі словом «щавель» (давньоруське «щавьнъ»). Існує така точка зору, згідно з якою слово «щі» запозичене з данської мови. Данське sky, що означає «юшку, відвар», у свою чергу, запозичене з французького: jus — «сік».

### Пельмені
Вважається, що назва страви «пельмені» походить від словосполучення на уральських фіно-угорських мовах (у мовах комі і удмуртів): «пель» (вухо) + «нянь» (м'ясо). До російської та татарської кухонь страва, як і багато інших, потрапила з перм'яцької кухні.

## Персоналізовані символи

### Московський кремль

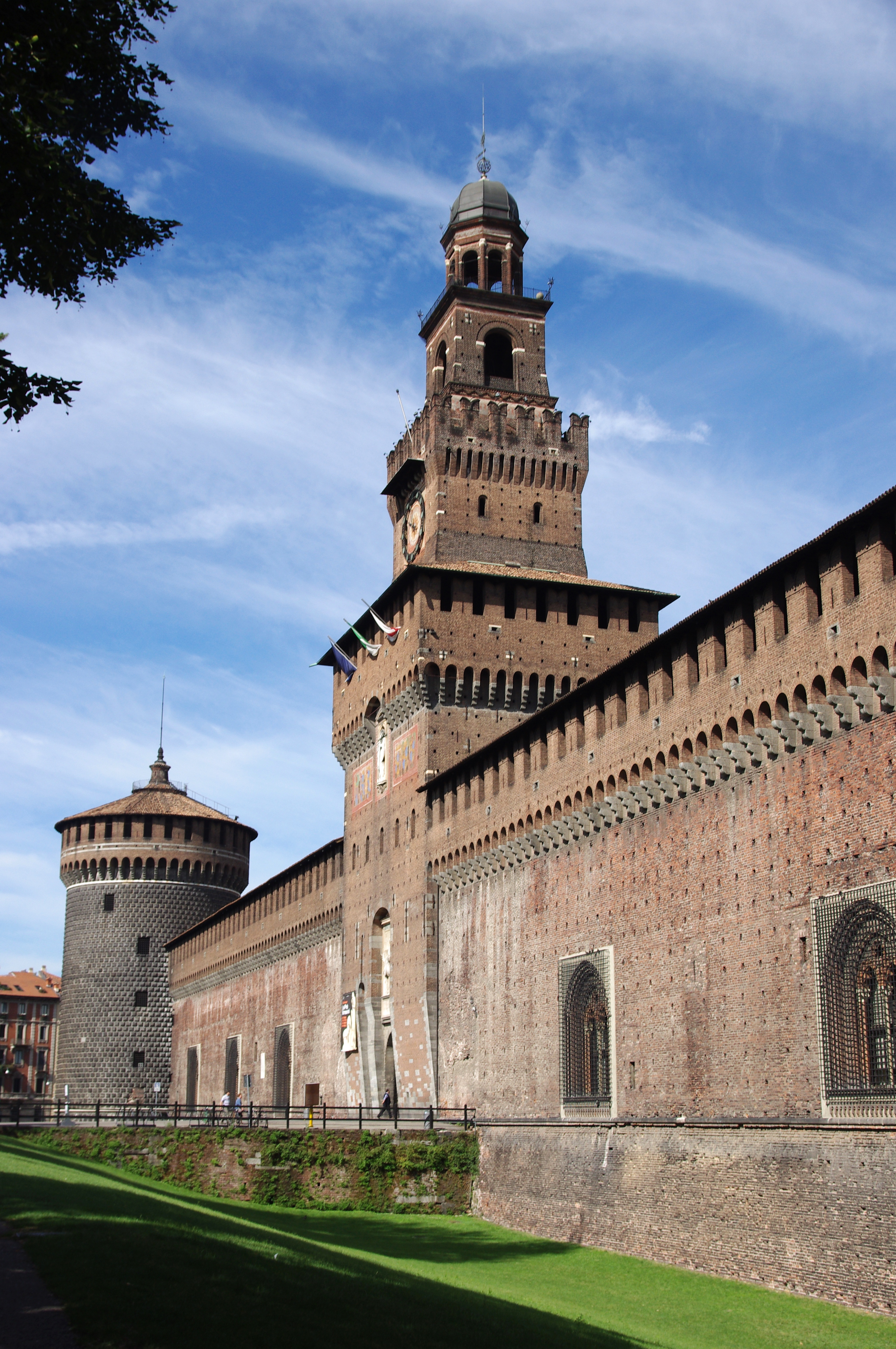
Замок Сфорца, прообраз Московського кремля

Московський кремль — найдавніша частина Москви, головний суспільно-політичний, духовно-релігійний і історико-художній комплекс столиці Росії, офіційна резиденція президента Російської Федерації. Має вигляд великої цегляної фортеці, що складається з стін та башт. Має внутрішню забудову. Стіни мають характерні мерлони, як їх часто називають, «ластівкові хвости».
Відомо, що московський кремль був побудований групою італійських архітекторів в 15 столітті, найвідомішим із них був Арістотель Фіораванті. Італійські (міланські) архітектори при побудові Московського кремля взяли за зразок проєктування замок Сфорца в Мілані. В результаті московський Кремль значною мірою скопіював замок Сфорца, особливо за формою башт і зубців на стінах.

### Шапка Мономаха
Шапка Мономаха (корона Великих московських князів) — головний убір (тюбетейка) з соболиним обрамленням, прикрашений коштовним камінням і хрестом (XIV ст.). За літописною легендою шапка Мономаха була подарована князю Володимиру Мономаху імператором із Візантії Костянтином Мономахом.
На думку абсолютної більшості дослідників, вона не має жодного відношення до роду Мономахів. Шапка Мономаха по формі є східною шабкою (тюбетейкою), досить грубо прикрашеною золотими пластинами і коштовним камінням.
Не підлягає сумнівам фальшивість твердження, що «Шапка Мономаха» — це шапка Імператора Візантії Мономаха, подарована князю Володимиру. Принаймні жодних аргументів правдивості легенди знайти не вдалося, попри століття спроб. Не жодних свідчень дарування чи перебування шапки ні в візантійських літописах, ні в київських. Деякі вчені висувають версію, за якою шапка Мономаха походить з Золотої Орди, але з часом була модифікована встановленням хреста.

### Цар-гармата
У 1586 московитський майстер ливарної справи Андрій Чохов виготовив у Москві величезну мортиру, всесвітньо відому «Цар-гармату». Вона важить 40 тонн, завдовжки 5,34 метра, калібр — 890 міліметрів. Лафет і металеві ядра (спочатку гармата повинна була стріляти кам'яними) були виготовлені пізніше, 1835 року. Відомо, що Андрій Чехов був учнем ливарного майстра іноземного походження Кашпіра Ганусова.
Виробництво гармат на території Московського царства розпочалося в другій половині XV століття в так званій «гарматній хаті», перша літописна згадка про яку належить до 1475 року. Його створення пов'язують з ім'ям італійця Аристотеля Фіораванті та кількох запрошених Іваном III на його прохання італійських збройових майстрів. У літописах зазначений один з них на ім'я Павич Дебосіс, який відлив у 1488 «гармату велику» яка була предтечею «Царь-гармати».